# Ганна Ереньська-Барло

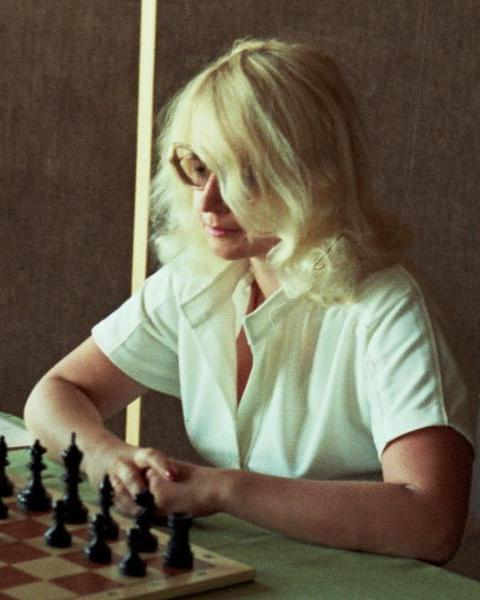
Ганна Ереньська-Радзевська, 1982 рік

Ганна Еренська-Барло (пол. Hanna Ereńska-Barlo; нар. 12 листопада 1946, Познань) — польська шахістка, гросмейстер серед жінок від 1981 року (перша серед польських шахісток), багаторазова чемпіонка Польщі, яка виступала тоді під прізвищем Ереньська-Радзевська.

## Життєпис
В шахи почала грати в 6 років. Невдовзі після закінчення стоматологічних курсів в 1970 році стала найкращою шахісткою Польщі. Вже перший старт у фіналі дорослого чемпіонату Польщі (1970 року в Любліні) приніс їй успіх у вигляді медалі. До 1993 року вісімнадцять разів виступила у фіналі чемпіонату країни, в загалом завоювавши 11 медалей: 5 золотих (1971, 1972, 1977, 1979, 1980), 3 срібні (1973, 1975, 1984) і 3 бронзові (1970, 1982, 1986). Також має дві золоті медалі командного чемпіонату Польщі, які здобула в 1985 і 1988 роках у складі клубу Поштовець Познань. Чотирнадцять разів вигравала медалі чемпіонату Польщі з бліцу: 11 золотих (за цим показником найбільш титулована серед польських шахісток), 2 срібні і 2 бронзові. Була також шестиразовою призеркою командних чемпіонатів Польщі з бліцу: п'ять разів срібною і один раз бронзовою (усі в складі клубу Поштовець Познань).
Неодноразово представляла Польщу на командних змаганнях, зокрема:
- вісім разів на BŁĄD; триразова медалістка: в командному заліку — бронзова (1980), а також в особистому заліку — срібна (1972 — на 2-й шахівниці) і бронзова (1980 — на 1-й шахівниці)[1],
- на BŁĄD[2].

У своїй кар'єрі досягнула багатьох турнірних успіхів, зокрема: 2-3-тє місця у Вейк-ан-Зеє (1971), 2-3-тє місця в Ташкенті (1974), 2-3-тє місця в Пьотркуві Трибунальському (1977), 2-3-тє місця в Смедеревській Паланці (1977) і 1-ше місце на турнірі, який відбувся в цьому місті в 1979 році, 2-4-те місця в Новому Саді (1979), 3-тє місце в Бидгощі (1980), 1-ше місце в Афінах (1984, турнір Акрополіс), 1-3-тє місця в Наленчуві (1987), 2-ге місце в Дортмунді (1989), 2-ге місце в Будапешті (1991) та 1-2-ге місця у Віслі (1994).
Шість разів брала участь у зональних турнірах (етапу відбору на чемпіонат світу серед жінок). Найбільшого успіху досягнула у 1981 році в Бидгощі, посівши 4-те місце і здобувши путівку на міжзональний турнір, який відбувся наступного році в місті Бад-Кіссінген (1982 — 14-е місце).
Починаючи з 1997 року брала участь у чемпіонаті світу серед ветеранів (гравців віком понад 50 років), на яких п'ять разів завойовувала медалі: золоту (2007), дві срібні (1998, 2005) і дві бронзові (1997, 2003). Також тричі була бронзовою призеркою чемпіонату Європи серед ветеранів: золотою (2002, 2005) та бронзовою (2007).
Двічі (2000, 2005) завоювала титули Чемпіонки Польщі серед лікарів.
Найвищий рейтинг в кар'єрі мала станом на 1 липня 1992 року, досягнувши 2310 очок ділила тоді 50-52 місця в світовому списку ФІДЕ, одночасно займаючи 1-ше місце серед польських шахісток.
У 1980—1996 роках була членкинею Правління Польського Шахового Союзу, виконуючи, зокрема, функції Голови Жіночого Комітету. У 1978—1990 роках була членкинею Жіночого Комітету Міжнародної Шахової Федерації. У 2000 році стала почесною членкинею Польської Шахового Союзу.
Отримала багато нагород і премій, зокрема: 1977 року — Срібний Хрест Заслуги, в 1980 — бронзову Медаль за видатні спортивні досягнення, в 1981 — золоту Медаль за видатні спортивні досягнення, в 1982 — значок «Заслужений майстер спорту», в 1983 — Золотий Хрест Заслуги, в 1997 — Лицарський хрест Ордена Відродження Польщі (за заслуги у розвитку спорту і соціальній діяльності) і звання «Майстер Спорту з Шахів», у 2002 — Золотий нагрудний Знак «Заслужений діяч фізичної культури» (за сукупну діяльність)